# Liga Europa da UEFA de 2021–22 – Fase de Grupos
A Fase de Grupos da Liga Europa da UEFA de 2021–22 foi disputada entre 14 de setembro até 9 de dezembro de 2021. Na fase de grupos jogam 32 equipes: 26 que entram nesta fase e as seis vencedoras do play-off.
As 32 equipes foram divididas em oito grupos de quatro, com a restrição de que equipes da mesma associação não possam se enfrentar. Para o sorteio, as equipes são colocadas em quatro potes com base nas seguintes regras (introduzidos a partir da temporada 2015–16):
- O pote 1 contém os detentores dos títulos da Liga dos Campeões e da Liga Europa, e os campeões das seis principais associações com base nos coeficientes de cada país da UEFA em 2019. Se um ou ambos os detentores do título forem um dos campeões das seis principais associações, os campeões da(s) próxima(s) associação(ões) com melhor classificação também serão colocados no pote 1.
- Os potes 2, 3 e 4 contêm as equipes restantes, chaveadas com base nos coeficientes de clubes da UEFA em 2021.

## Potes
O sorteio da fase de grupos foi realizado no dia 26 de agosto de 2021, em Istambul, na Turquia.
| Pote 1             | Coef.   |
| ------------------ | ------- |
| Chelsea            | 98.000  |
| Villarreal         | 63.000  |
| Atlético de Madrid | 115.000 |
| Manchester City    | 125.000 |
| Bayern de Munique  | 134.000 |
| Internazionale     | 53.000  |
| Lille              | 14.000  |
| Sporting           | 45.500  |

| Pote 3              | Coef.   |
| ------------------- | ------- |
| Real Madrid         | 127.000 |
| Barcelona           | 122.000 |
| Juventus            | 120.000 |
| Manchester United   | 113.000 |
| Paris Saint-Germain | 113.000 |
| Liverpool           | 101.000 |
| Sevilla             | 98.000  |
| Borussia Dortmund   | 90.000  |

| Pote 3             | Coef.  |
| ------------------ | ------ |
| Porto              | 87.000 |
| Ajax               | 82.500 |
| Shakhtar Donetsk   | 79.000 |
| RB Leipzig         | 66.000 |
| Red Bull Salzburgo | 59.000 |
| Benfica            | 58.000 |
| Atalanta           | 50.500 |
| Zenit              | 50.000 |

| Pote 4           | Coef.  |
| ---------------- | ------ |
| Beşiktaş         | 49.000 |
| Dínamo de Kiev   | 47.000 |
| Brugge           | 35.500 |
| Young Boys       | 35.000 |
| Milan            | 31.000 |
| Malmö            | 18.500 |
| Wolfsburg        | 14.714 |
| Sheriff Tiraspol | 14.500 |

## Grupos
Os vencedores dos grupos avançam para as oitavas de final, os segundos classificados avançam para os play-off da fase eliminatória, o terceiro do grupo avança para a Fase preliminar da fase eliminatória da Liga Conferência Europa da UEFA de 2021–22.
| Legenda                                                                                     |
| Classificado às oitavas de final                                                            |
| Classificado ao Play-off da fase eliminatória                                               |
| Classificado ao Play-off da fase eliminatória da Liga Conferência Europa da UEFA de 2021–22 |
| Eliminado                                                                                   |

### Grupo A
| Pos | Equipe       | Pts | J | V | E | D | GP | GC | SG  | Classificado                     |  | LYO | RAN | SPP | BRO |
| --- | ------------ | --- | - | - | - | - | -- | -- | --- | -------------------------------- |  | --- | --- | --- | --- |
| 1   | Lyon         | 16  | 6 | 5 | 1 | 0 | 16 | 5  | +11 | Classificado às oitavas de final |  | —   | 1–1 | 3–0 | 3–0 |
| 2   | Rangers      | 8   | 6 | 2 | 2 | 2 | 6  | 5  | +1  | Classificado aos Play-offs       |  | 0–2 | —   | 2–0 | 2–0 |
| 3   | Sparta Praga | 7   | 6 | 2 | 1 | 3 | 6  | 9  | −3  | Transferido à Liga Conferência   |  | 3–4 | 1–0 | —   | 2–0 |
| 4   | Brøndby      | 2   | 6 | 0 | 2 | 4 | 2  | 11 | −9  | Eliminado                        |  | 1–3 | 1–1 | 0–0 | —   |

### Grupo B
| Pos | Equipe        | Pts | J | V | E | D | GP | GC | SG | Classificado                     |  | MON | RSO | PSV | STU |
| --- | ------------- | --- | - | - | - | - | -- | -- | -- | -------------------------------- |  | --- | --- | --- | --- |
| 1   | Monaco        | 12  | 6 | 3 | 3 | 0 | 7  | 4  | +3 | Classificado às oitavas de final |  | —   | 2–1 | 0–0 | 1–0 |
| 2   | Real Sociedad | 9   | 6 | 2 | 3 | 1 | 9  | 6  | +3 | Classificado aos Play-offs       |  | 1–1 | —   | 3–0 | 1–1 |
| 3   | PSV Eindhoven | 8   | 6 | 2 | 2 | 2 | 9  | 8  | +1 | Transferido à Liga Conferência   |  | 1–2 | 2–2 | —   | 2–0 |
| 4   | Sturm Graz    | 2   | 6 | 0 | 2 | 4 | 3  | 10 | −7 | Eliminado                        |  | 1–1 | 0–1 | 1–4 | —   |

### Grupo C
| Pos | Equipe         | Pts | J | V | E | D | GP | GC | SG | Classificado                     |  | SPM | NAP | LEI | LEG |
| --- | -------------- | --- | - | - | - | - | -- | -- | -- | -------------------------------- |  | --- | --- | --- | --- |
| 1   | Spartak Moscou | 10  | 6 | 3 | 1 | 2 | 10 | 9  | +1 | Classificado às oitavas de final |  | —   | 2–1 | 3–4 | 0–1 |
| 2   | Napoli         | 10  | 6 | 3 | 1 | 2 | 15 | 10 | +5 | Classificado aos Play-offs       |  | 2–3 | —   | 3–2 | 3–0 |
| 3   | Leicester      | 8   | 6 | 2 | 2 | 2 | 12 | 11 | +1 | Transferido à Liga Conferência   |  | 1–1 | 2–2 | —   | 3–1 |
| 4   | Légia Varsóvia | 6   | 6 | 2 | 0 | 4 | 4  | 11 | −7 | Eliminado                        |  | 0–1 | 1–4 | 1–0 | —   |

1. 1 2  Pontos de confronto direto: Spartak Moscou 6, Napoli 0.

### Grupo D
| Pos | Equipe              | Pts | J | V | E | D | GP | GC | SG | Classificado                     |  | FRA | OLY | FEN | ANT |
| --- | ------------------- | --- | - | - | - | - | -- | -- | -- | -------------------------------- |  | --- | --- | --- | --- |
| 1   | Eintracht Frankfurt | 12  | 6 | 3 | 3 | 0 | 10 | 6  | +4 | Classificado às oitavas de final |  | —   | 3–1 | 1–1 | 2–2 |
| 2   | Olympiacos          | 9   | 6 | 3 | 0 | 3 | 8  | 7  | +1 | Classificado aos Play-offs       |  | 1–2 | —   | 1–0 | 2–1 |
| 3   | Fenerbahçe          | 6   | 6 | 1 | 3 | 2 | 7  | 8  | −1 | Transferido à Liga Conferência   |  | 1–1 | 0–3 | —   | 2–2 |
| 4   | Antwerp             | 5   | 6 | 1 | 2 | 3 | 6  | 10 | −4 | Eliminado                        |  | 0–1 | 1–0 | 0–3 | —   |

### Grupo E
| Pos | Equipe                 | Pts | J | V | E | D | GP | GC | SG | Classificado                     |  | GAL | LAZ | MAR | LOK |
| --- | ---------------------- | --- | - | - | - | - | -- | -- | -- | -------------------------------- |  | --- | --- | --- | --- |
| 1   | Galatasaray            | 12  | 6 | 3 | 3 | 0 | 7  | 3  | +4 | Classificado às oitavas de final |  | —   | 1–0 | 4–2 | 1–1 |
| 2   | Lazio                  | 9   | 6 | 2 | 3 | 1 | 7  | 3  | +4 | Classificado aos Play-offs       |  | 0–0 | —   | 0–0 | 2–0 |
| 3   | Olympique de Marseille | 7   | 6 | 1 | 4 | 1 | 6  | 7  | −1 | Transferido à Liga Conferência   |  | 0–0 | 2–2 | —   | 1–0 |
| 4   | Lokomotiv Moscou       | 2   | 6 | 0 | 2 | 4 | 2  | 9  | −7 | Eliminado                        |  | 0–1 | 0–3 | 1–1 | —   |

### Grupo F
| Pos | Equipe           | Pts | J | V | E | D | GP | GC | SG | Classificado                     |  | RSB | BRA | MID | LUD |
| --- | ---------------- | --- | - | - | - | - | -- | -- | -- | -------------------------------- |  | --- | --- | --- | --- |
| 1   | Estrela Vermelha | 11  | 6 | 3 | 2 | 1 | 6  | 4  | +2 | Classificado às oitavas de final |  | —   | 2–1 | 0–1 | 1–0 |
| 2   | Braga            | 10  | 6 | 3 | 1 | 2 | 12 | 9  | +3 | Classificado aos Play-offs       |  | 1–1 | —   | 3–1 | 4–2 |
| 3   | Midtjylland      | 9   | 6 | 2 | 3 | 1 | 7  | 7  | 0  | Transferido à Liga Conferência   |  | 1–1 | 3–2 | —   | 1–1 |
| 4   | Ludogorets       | 2   | 6 | 0 | 2 | 4 | 3  | 8  | −5 | Eliminado                        |  | 0–1 | 0–1 | 0–0 | —   |

### Grupo G
| Pos | Equipe           | Pts | J | V | E | D | GP | GC | SG | Classificado                     |  | LEV | BET | CEL | FER |
| --- | ---------------- | --- | - | - | - | - | -- | -- | -- | -------------------------------- |  | --- | --- | --- | --- |
| 1   | Bayer Leverkusen | 13  | 6 | 4 | 1 | 1 | 14 | 5  | +9 | Classificado às oitavas de final |  | —   | 4–0 | 3–2 | 2–1 |
| 2   | Betis            | 10  | 6 | 3 | 1 | 2 | 12 | 12 | 0  | Classificado aos Play-offs       |  | 1–1 | —   | 4–3 | 2–0 |
| 3   | Celtic           | 9   | 6 | 3 | 0 | 3 | 13 | 15 | −2 | Transferido à Liga Conferência   |  | 0–4 | 3–2 | —   | 2–0 |
| 4   | Ferencváros      | 3   | 6 | 1 | 0 | 5 | 5  | 12 | −7 | Eliminado                        |  | 1–0 | 1–3 | 2–3 | —   |

### Grupo H
| Pos | Equipe        | Pts | J | V | E | D | GP | GC | SG | Classificado                     |  | WHU | DZA | RWI | GNK |
| --- | ------------- | --- | - | - | - | - | -- | -- | -- | -------------------------------- |  | --- | --- | --- | --- |
| 1   | West Ham      | 13  | 6 | 4 | 1 | 1 | 11 | 3  | +8 | Classificado às oitavas de final |  | —   | 0–1 | 2–0 | 3–0 |
| 2   | Dínamo Zagreb | 10  | 6 | 3 | 1 | 2 | 9  | 6  | +3 | Classificado aos Play-offs       |  | 0–2 | —   | 3–1 | 1–1 |
| 3   | Rapid Viena   | 6   | 6 | 2 | 0 | 4 | 4  | 9  | −5 | Transferido à Liga Conferência   |  | 0–2 | 2–1 | —   | 0–1 |
| 4   | Genk          | 5   | 6 | 1 | 2 | 3 | 4  | 10 | −6 | Eliminado                        |  | 2–2 | 0–3 | 0–1 | —   |